# Abbey Lee Kershaw
Pour les articles homonymes, voir Kershaw.
Abbey Lee Kershaw, née le 12 juin 1987 à Melbourne (Australie), est une mannequin et actrice australienne.

## Biographie

### Enfance et adolescence
Abbey Lee Kershaw, fille du joueur de football australien Kim Kershaw (en), grandit dans la ville de sa naissance, Melbourne, où elle a étudié à la St Michael's Catholic Primary school, une école primaire multiculturelle dans laquelle elle a pu rencontrer des élèves de 42 nationalités différentes, puis à l'Academy of Mary Immaculate in Fitzroy.
Elle raconte souvent qu'elle a passé son enfance dans les hôpitaux. En effet, alors qu'elle n'a que quatre ans, on lui diagnostique une méningite. Elle a ensuite une tumeur au genou. Elle déclare aussi s'être cassé plusieurs fois des os en grimpant aux arbres.

### Début de carrière
En 2004, Abbey Lee Kershaw remporte le Covergirl Model Search, concours organisé par le magazine Girlfriend qui cherche le prochain mannequin qui fera leur couverture. Elle décide néanmoins d'avoir terminé ses études au lycée avant d'entreprendre une carrière dans le mannequinat. C'est donc l'année suivante, alors qu'elle est âgée de 18 ans, qu'elle part s'installer à Sydney.
C'est ainsi que Kathy Ward, qui a précédemment découvert Miranda Kerr, la remarque sur une plage et lui fait signer un contrat avec l'agence de mannequins Chic Management. Elle apparaît alors dans des publicités mineures pour H&M et Levi's et défile pour Camilla and Marc, Stephanie Conley, Wayne Cooper, et White Suede.
Mais c'est en 2007 que sa carrière prend une tournure internationale, lorsqu'elle s'installe à New York et signe avec NEXT Model Management. Le site web Models.com (it) la décrit alors comme la « Nouvelle Superstar ».

### Carrière
En 2008, elle pose pour des publicités des marques Kenzo, CK Jeans, D&G, Express (en) et Gucci, participe aux défilés d'Alexander McQueen, Marc Jacobs, Alexander Wang, Sonia Rykiel, Jason Wu, Balmain, Hervé Léger, Calvin Klein, Vera Wang, Chanel, Viktor & Rolf, Dior, et DKNY, ouvre ceux de Erin Fetherston (en) et Givenchy et ferme ceux de Rodarte, Ohne Titel, BCBG Max Azria, Diane von Furstenberg, Diesel, DKNY et Jill Stuart. Women's Wear Daily la désigne alors comme l'une des meilleures nouvelles mannequins.
Elle apparaît dans un éditorial de Vogue Italia. On l'a au total retrouvée dans les pages de vingt-cinq éditions de Vogue, tous pays confondus, dont douze couvertures. On l'a aussi vue dans W, Numéro, 10 Magazine et i-D.
En 2008 et 2009, elle défile pour la marque de lingerie Victoria's Secret.
En 2009, elle devient l'égérie du parfum Flora de Gucci (puis la collection de trois versions Flora The Garden en 2012) et apparaît dans les publicités de Ralph Lauren, See by Chloé et Gap. Elle pose également pour des magazines tels que i-D, W, V, Harper's Bazaar, Allure ou encore Vanity Fair. Elle arpente les podiums de Lacoste, Céline, Alexander McQueen, Matthew Williamson, Rodarte Givenchy, Diesel, Diane von Fürstenberg, Emilio Pucci, Oscar de la Renta, Gucci et Ralph Lauren. Cette année-là, elle est victime de deux chutes : elle trébuche lors du défilé Rodarte et fait un malaise lors de celui d'Alexander McQueen, à cause d'un corset trop serré. Elle ouvre les défilés Gucci, Milly, Carlos Miele, Twenty8Twelve, D&G, Fendi, Versace, et Kenzo, et ferme pour Badgley Mischka, Milly, Willow, Matthew Williamson, Fendi, Versace, et Lanvin.
En 2010, elle devient avec Anja Rubik et Karmen Pedaru l'une des égéries du parfum Fan di Fendi de Fendi,, et pose pour les campagnes publicitaires de Chanel et Karl Lagerfeld qui la choisissent comme nouvelle égérie, Moussy, CK Calvin Klein, Mulberry (en), Guilty Brotherhood, Gap, Jaeger, H&M, Anna Sui, Alexander Wang et Mania Mania. Elle défile pour Altuzarra, Tom Ford, Balmain, Hermès, Donna Karan, Stella McCartney, Elie Saab, Anna Sui et Valentino. Elle ferme le défilé Chanel en robe de mariée, avec Baptiste Giabiconi et celui de Rag & Bone (en). Elle ouvre ceux de Michael Kors, Isaac Mizrahi, Issa, John Rocha, et Pucci. On la retrouve dans les pages de presque trente magazines. Ceux-ci incluent Numéro, POP Magazine, Interview, i-D et pas moins de treize numéros de Vogue.
En 2010 et 2011, elle pose pour le célèbre Calendrier Pirelli ; la première fois sous l'objectif de Terry Richardson, au Brésil, aux côtés de Ana Beatriz Barros, Catherine McNeil, Daisy Lowe, Enikő Mihalik, Georgina Stojiljković (en), Gracie Carvalho, Lily Cole, Marloes Horst, Miranda Kerr et Rosie Huntington-Whiteley, et la seconde fois photographiée par Karl Lagerfeld en France avec dix-neuf autres mannequins, dont Anja Rubik, Baptiste Giabiconi, Bianca Balti, Daria Werbowy, Freja Beha Erichsen, Isabeli Fontana, Lara Stone, Magdalena Frackowiak et Natasha Poly. Entre ces deux années-là, elle est la 4e mannequin la plus en demande, derrière Anja Rubik, Freja Beha Erichsen et Lara Stone.
En 2011, elle représente le parfum Yellow Diamond de Versace et devient l'égérie de Hugo Boss et Tom Ford. Ses autres publicités incluent Donna Karan, Hugo Boss, Maison Michel, CK One, Balmain, Gucci, Moussy, Mania Mania, et la collection de Versace pour H&M,, et elle participe au projet DIY de la marque Rag & Bone (en). Elle défile pour Matthew Williamson, Gucci, Alberta Ferretti, Fendi, Prada, Versace, Emilio Pucci, Bottega Veneta, Dolce&Gabbana, Roberto Cavalli, Chanel, Balmain, Nina Ricci, Isabel Marant, Burberry Prorsum, Tom Ford, Ermanno Scervino, Miu Miu, Viktor & Rolf, Stella McCartney, Hakaan, Elie Saab, Paul & Joe, Mugler et Kanye West. Elle ouvre pour Julien MacDonald, Versace, John Rocha et Pringle of Scotland et ferme pour Etro, John Rocha, Mugler, Balmain, et Yves Saint Laurent. Elle pose aussi pour plusieurs magazines, dont V, Vogue, Russh (en), i-D et Numéro. V l'élit nouveau supermodel de l'année 2011.
Depuis 2011, Abbey Lee Kershaw fait partie du groupe Our Mountain avec son compagnon Matthew Hutchinson, Michael Noonan et Thomas Hammer. Afin de promouvoir leur titre Devil's Blanquet, Inez & Vinoodh réalisent un court métrage en association avec le groupe et Balmain,. Ils font parler d'eux lors de la sortie en mars 2013 de leur titre IV Horses. En effet, la vidéo de leur clip est supprimée par le site sur lequel elle avait été postée, car elle met en scène les quatre membres du groupe nus.
En 2012, elle pose pour CK One Cosmetics, dont elle devient l'égérie, Gucci, KARL by Karl Lagerfeld, et Portmans, et arpente les podiums d'Alexander Wang, Fendi, Chanel, Roberto Cavalli, Kanye West, Bottega Veneta, Isabel Marant, Nina Ricci, Prada, et Anna Sui. Elle apparaît dans des éditoriaux de Vogue, W et Interview.
En 2012 et 2013, elle met sa carrière de mannequin entre parenthèses afin de tourner dans le film de George Miller, Mad Max: Fury Road, aux côtés de, entre autres, Rosie Huntington-Whiteley, Nicholas Hoult et Charlize Theron,.
En 2013, malgré une pause dans sa carrière, elle pose pour une publicité de Jill Stuart et de Gucci, et pour les magazines Harper's Bazaar, Interview et 25 Magazine. Elle apparaît dans une vidéo postée sur le site web du magazine i-D. Elle défile aussi pour Gucci. Celui-ci sort au cinéma en 2015.
En 2014, durant la Fashion Week de New York, elle fait son retour en défilant pour la collection de prêt-à-porter printemps/été 2015 d'Hugo Boss, et en posant pour Yves Saint Laurent.

### Couvertures de magazines
- Nylon Australia, décembre 2005
- Vogue Australia, septembre 2008
- V, septembre 2008
- Revue des Modes, automne / hiver 2008
- Dazed & Confused, octobre 2008
- Madison Australia, avec Alyssa Sutherland, Catherine McNeil, Elyse Taylor (en), Jessica Gomes, Miranda Kerr, Nicole Trunfio, Pania Rose (en), Sarah Stephens et Skye Stracke (es), novembre 2008
- Numéro Korea, décembre 2008
- Vogue Australia, mars 2009
- Numéro Korea, avec Karmen Pedaru, mai 2009
- Dazed & Confused, décembre 2009
- Numéro France, décembre 2009
- Muse Magazine, décembre 2009
- Vogue Nippon, février 2010
- Vogue Australia, mars 2010
- Vogue Russia, mars 2010
- Numéro Homme France, avec Baptiste Giabiconi, Freja Beha Erichsen et Heidi Mount (en), printemps / été 2010
- Pop Magazine, printemps / été 2010
- Vogue Korea, avril 2010
- Vogue Nippon, août 2010
- Vogue Deutschland, août 2010
- Vogue Australia, novembre 2010
- i-D, novembre 2010
- Australian Sunday, mars 2011
- The Journal, printemps / été 2011
- Vogue Russia, avril 2011
- Numéro France, mai 2011
- Vogue Japan, juillet 2011
- Numéro France, avec Anja Rubik, Karmen Pedaru, Saskia de Brauw et Stella Tennant, septembre 2011
- i-D, octobre 2011
- W, avec Tom Cruise et Edita Vilkeviciute, juin 2012
- Vogue Australia, août 2012
- The Sunday Telegraph, août 2012

## Vie privée
Alors qu'elle est connue pour sa « baby face », elle possède dix piercings (un au nez, un au nombril, un au téton et sept aux oreilles) et plusieurs tatouages. Ça ne lui porte cependant pas préjudice pour sa carrière de mannequin. Elle déclare considérer son corps comme une toile blanche à décorer. En 2010, elle se teint les cheveux en blond platine.
En mai 2013, lors du Met Gala, elle remonte sa robe afin de révéler les mots « gun control » écrits sur son ventre, ce qui crée une polémique.

## Filmographie

### Cinéma
- 2015 : Mad Max: Fury Road de George Miller : The Dag
- 2016 : Gods of Egypt de Alex Proyas : Astarte
- 2016 : The Neon Demon de Nicolas Winding Refn : Sarah
- 2016 : Joyeux bordel ! (Office Christmas Party) de Josh Gordon et Will Speck : Savannah
- 2017 : La Tour sombre (The Dark Tower) de Nikolaj Arcel : Tirana
- 2017 : Angels of Chaos (1%) de Stephen McCallum : Katrina
- 2018 : Elizabeth Harvest de Sebastian Gutierrez : Elizabeth
- 2018 : Welcome the Stranger (en) : Alice
- 2019 : Lux Æterna de Gaspar Noé : Abbey
- 2021 : Old de M. Night Shyamalan : Chrystal
- 2022 : The Forgiven de John Michael McDonagh : Cody
- 2024 : Horizon : Une saga américaine, chapitre 1 (Horizon: An American Saga – Chapter 1) de Kevin Costner : Marigold
- 2024 : Killer Heat de Philippe Lacôte : Monique

### Télévision

#### Séries télévisées
- 2020 : Lovecraft Country : Christina Braithwhite
- 2023 : Florida Man : Delly West
- 2023 : Waco : L'Après (Waco: The Aftermath) : Carol Howe